# (8664) Grigorijrichters
(8664) Grigorijrichters est un astéroïde de la ceinture principale.

## Description
(8664) Grigorijrichters est un astéroïde de la ceinture principale. Il fut découvert le 10 avril 1991 à Palomar par Eleanor Francis Helin. Il présente une orbite caractérisée par un demi-grand axe de 2,37 UA, une excentricité de 0,10 et une inclinaison de 7,1° par rapport à l'écliptique.

## Compléments